# Dante Iocco
Dante Iocco (Montevideo, 15 de mayo de 1923-Ib., 20 de mayo de 2009) fue un dirigente deportivo, rematador, nadador y waterpolista olímpico uruguayo. Presidió el Club Nacional de Football durante dos periodos, desde 1980 a 1982 y desde 1998 a 2000. Durante su mandato Nacional ganó la Copa Libertadores 1980 y la Copa Intercontinental 1980, además de tres campeonatos uruguayos: 1980, 1998 y 2000. También actuó en la AUF, Conmebol y FIFA.

## Trayectoria

### Como deportista
Fue campeón de waterpolo en 1936 e integró la delegación uruguaya que participó en las Olimpiadas del año 1948 disputada en Londres. Al año siguiente obtuvieron el campeonato sudamericano, momento preciso en el que conoció al brasileño João Havelange y con quien mantuvo una gran amistad.

### Como rematador
Tuvo más de cincuenta años de actividad como rematador, a partir de 1949. Fue poseedor de una de colecciones de monedas antiguas más importante de Uruguay y participó de la fundación del Instituto de Numismática.
Fue presidente honorario de la Asociación Nacional de Rematadores y de la Asociación Americana de Rematadores, Corredores y Balanceadores, socio honorario de la Asociación de Balanceadores, Corredores y Martilleros Públicos de la República Argentina y de la Cámara Inmobiliaria Uruguaya, socio de la Federación Internacional de Profesionales Inmobiliarias (FIABCI) con sede en París y miembro de la Comisión Asesora en materia de Billetes y Monedas del Banco Central del Uruguay. Firmó el acta fundacional del Instituto Nacional de Evaluadores, del cual fue nombrado Vicepresidente 2.º. Recibió una mención especial de la Asociación de Corredores de Propiedades (ACOP) de Santiago de Chile y el premio «Alberto Vanoli» otorgado por la Asociación Americana de Rematadores, Corredores y Balanceadores en reconocimiento a la labor profesional.

### Presidente de Nacional
En la primera presidencia, de 1980 a 1983, tomó a Nacional en un momento difícil deportivamente, por lo que realizó cambios en la dirección técnica e ingresó a la dupla Juan Martín Mugica como técnico y Esteban Gesto como preparado físico. Se logró la clasificación para la Copa Libertadores, ganándole a Peñarol por 2:0 el 4 de febrero de 1980. Seis meses después, el 6 de agosto, Nacional ganó su segunda Copa Libertadores de América y posteriormente la Copa Intercontinental, coronándose campeón mundial. Ese año el club también obtuvo el Campeonato Uruguayo.
Durante su segunda gestión (de 1998 a 2000) logró con Hugo De León como director técnico, y Gesto como preparador físico, ganar el campeonato uruguayo de 1998, evitando que Peñarol ganara su sexto título consecutivo. Volvió a salir campeón en el año 2000, y ese mismo año logró la venta de cinco futbolistas del club por 10 millones de dólares, que permitieron solucionar los problemas económicos del club. Iocco es considerado uno de los presidentes más importantes de la historia de Nacional.
Realizó otros aportes al club, como la compra de terrenos linderos al Complejo Deportivo Los Céspedes, participó en la Comisión del Decanato (1991) y presidió la Comisión por los festejos del centenario del club en 1999.

### Como dirigente y político
Integró el Comité Ejecutivo de la AUF, miembro de la Confederación Sudamericana de Fútbol e integrante de la Comisión Técnica de la FIFA. A nivel político, militó en las filas de la vieja Unión Cívica.